# 薛近洙
薛近洙，字道傳，號孔泉，山東青州府益都縣民籍，明朝政治人物。

## 生平
近洙万历三十一年（1603年）癸卯科山東鄉試第三十四名舉人，四十四年（1616）中丙辰科进士，授中书舍人，耿直无所避，因愤于宦官魏忠贤专权而辞官。

## 家族
曾祖薛宣。祖父薛永。父薛岡，舉人，明万历年间散曲家，与同郡冯惟敏齐名，著有《金山雅调南北小令》，今仅有《北小令》传世。三子：薛近齐、薛近鲁、薛近洙。
有子薛鳳祚。